# شير أباد (نازلو شمالي)
شير أباد هي قرية في مقاطعة أرومية، إيران. عدد سكان هذه القرية هو 143 في سنة 2006.